# Chiraw
Chiraw was een Nederlandse metalcoreband uit Almelo. In 2006 wonnen ze de Metal Bash.

## Geschiedenis
Chiraw werd in januari 2006 opgericht. De band speelt naar eigen zeggen brutal metal, wat als een mix van metalcore en thrash kan worden gezien. De band heeft in 2006 al hun eerste ep uitgebracht, getiteld Resurrection. Later dat jaar deden ze mee aan de Metal Bash, waar ze uiteindelijk de winnaars van werden. Ook hebben ze meegedaan aan de Metal Battle. In 2007 brachten ze hun debuutalbum Dark Frequencies uit. Dit album werd door het Nederlandse label Rusty Cage records uitgebracht.
Gitarist Gep Henneberke heeft meegedaan aan het programma Rock Nation, waarin Edwin Jansen en Dennis Weening een superrockband willen formeren. Henneberke is bij de laatste 15 muzikanten geëindigd.
Toetsenist Gijs Grootelaar heeft in 2008 de band verlaten en verschillende try-outs volgde. Na audities werd in mei 2009 een nieuwe toetsenist aangetrokken, Peter Schmitz.
In 2011 werd hun tweede album Scarecrows and Lullabies bij het Engelse label CASKET MUSIC uitgebracht. 
2012 stond in het teken van een aantal bezettingswisselingen. Schmitz besloot om de band te verlaten, waardoor Chiraw voor het eerst zonder toetsen verder zou gaan. Om zijn plek op te vullen werd Stijn Strotmann als slaggitarist aangesteld. In datzelfde jaar besloot de band de samenwerking met bassist Thomas Veldhuis te beëindigen. Kort hierna werd Desmond Kuijk (Cartographer) als nieuwe bassist aangesteld. In 2013 heeft Stijn Strotmann de band verlaten en werd hij vervangen door Timo Cox.
Na het uitbrengen van "Machinarium" kwam de band in 2018 weer bij elkaar op uitnodiging van Complexity Fest en speelden ze daarna op festivals als Rock of Ages en Fuizenfest. Op 30 november 2018 speelde de band zijn laatste show in Almelo.

## Bandleden
- Robin de Groot - zang (2006-2013, 2018)
- George-Paul (Gep) Henneberke - gitaar (2006-2013, 2018)
- Ric Brand - drums (2006-2013, 2018)
- Desmond Kuijk - basgitaar (2012-2013, 2018)
- Marvin Roerdink - gitaar (2018)

## Ex-leden
- Gijs Grootelaar - toetsen (2006-2008)
- Peter Schmitz - toetsen (2009-2012)
- Thomas Veldhuis - basgitaar (2006-2012)
- Stijn Strotmann - gitaar (2012-2013)
- Timo Cox - gitaar (2013-2013)

## Discografie
- Resurrection (ep, 2006)
- Dark Frequencies (2007)
- Scarecrows and Lullabies (2011)
- Machinarium (2017) Laatste album.